# Zebrias altipinnis
 Zebrias altipinnis és un peix teleosti de la família dels soleids i de l'ordre dels pleuronectiformes que es troba des de les costes de l'est de l'Índia fins a Indonèsia.